# Oxygène 7–13
Oxygène 7–13 är ett musikalbum av Jean Michel Jarre som släpptes 1997. Det är även släppt med den engelska titeln Oxygene 7–13.
Skivan var tänkt att vara en fortsättning på Jarres genombrottsskiva Oxygène, och använder delvis samma instrument.

## Låtlista
Alla låtar är skrivna och komponerade av Jean Michel Jarre. 
| Nr | Titel        | Längd |
| -- | ------------ | ----- |
| 1. | Oxygène (7)  | 11:41 |
| 2. | Oxygène (8)  | 3:54  |
| 3. | Oxygène (9)  | 6:13  |
| 4. | Oxygène (10) | 4:16  |
| 5. | Oxygène (11) | 4:58  |
| 6. | Oxygène (12) | 5:36  |
| 7. | Oxygène (13) | 4:23  |